# Helvete

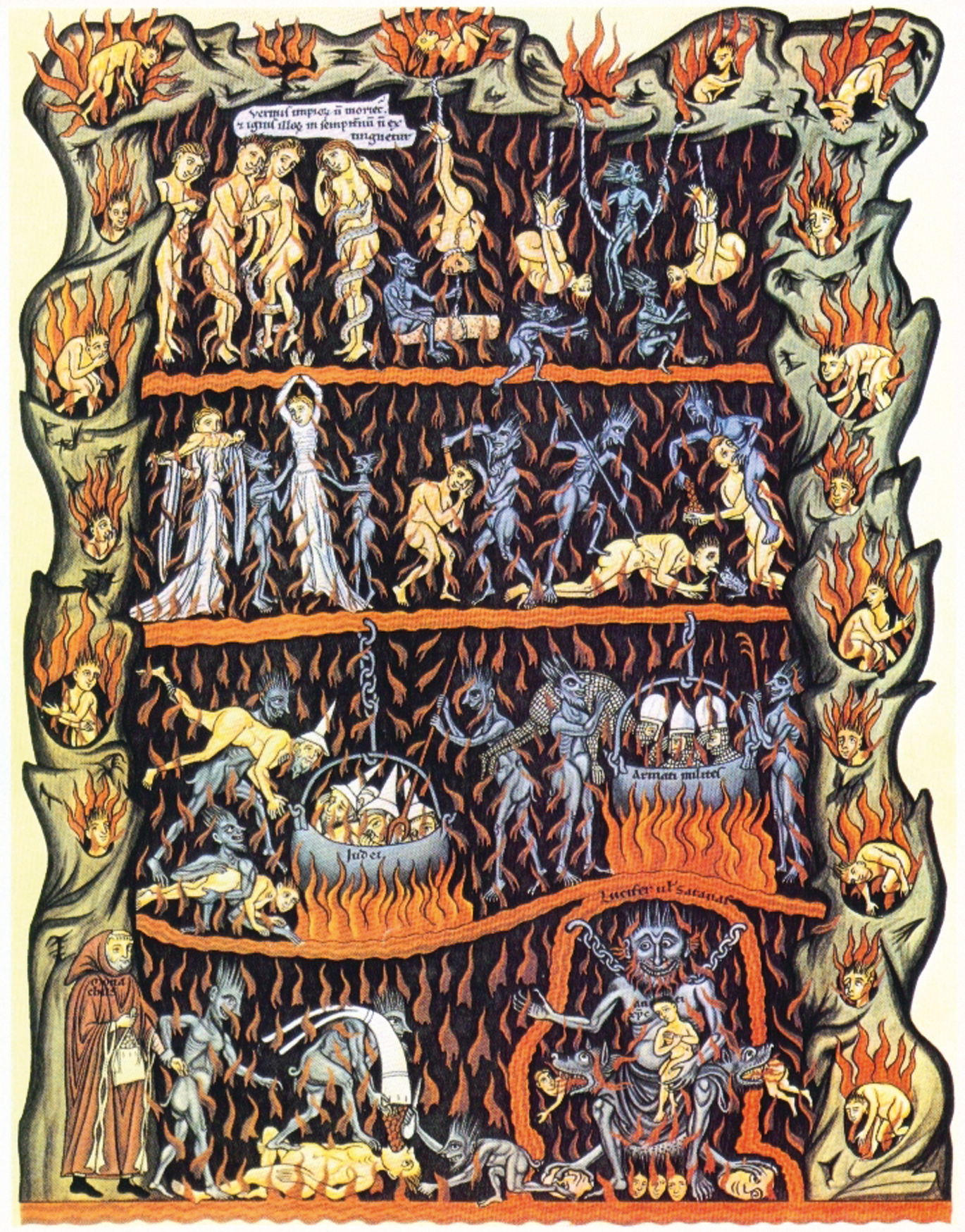
Medeltida framställning av helvetet.

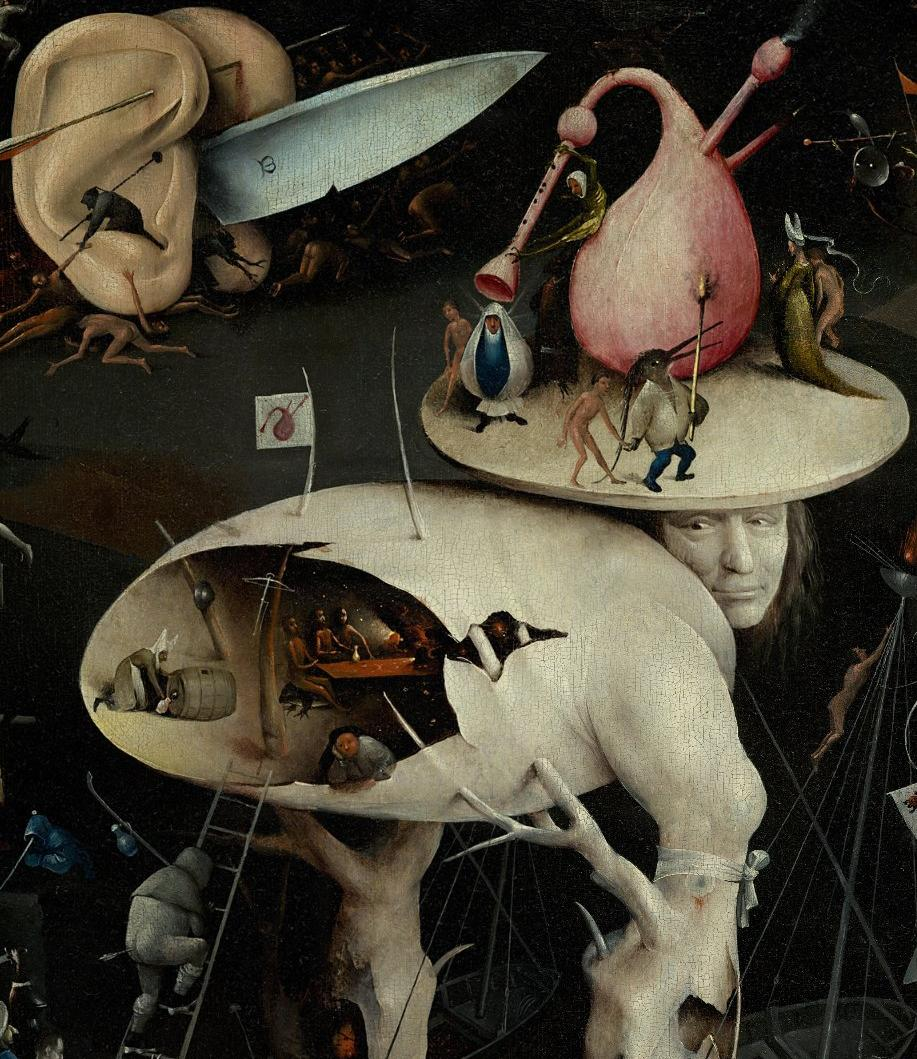
Lustarnas trädgård av Hieronymus Bosch (cirka 1504).

Helvete (av fornnordiskans hel, 'dödsrike', och vite, 'straff') är en fördömelsens plats i många religioner. Den fungerar där som platsen där döda människor lider evig fördömelse av onda gärningar och ont leverne under livstiden på jorden.

## Inom kristendomen

### I den kristna Bibeln
I den kristna Bibelns nya testamente är helvetet en synonym för "evig avskildhet från Gud". Skildring av helvetet görs där ofta via ett drastiskt bildspråk, och denna språkliga stil har senare inspirerat bildkonstnärer som Hieronymus Bosch och Pieter Brueghel den yngre ("helvetes-Brueghel").
| på hebreiska | på grekiska G.T. | på grekiska N.T. | på latin | på svenska | gånger i N.T. |
| ------------ | ---------------- | ---------------- | -------- | ---------- | ------------- |
| Sheol        | Hades            | Hades            | infernus | helvete    | x10           |
| Ge Hinom     | Ennom            | Gehenna          | infernus | helvete    | x11           |

Tidiga kristna har översatt både Gehenna, Hades och Sheol till ”helvetet”.
- I Gamla testamentet:
  - Sheol: 1 Moseboken 37:35, 42:38, 44:29, 44:31, etc.
- I Nya testamentet:
  - Hades: Matteus 11:23 16:18. Lukas 10:15. Apostlagärningarna. 2:27,31. 1 Korinthierbrevet 15:55. Uppenbarelseboken 1:18 6:8 20:13,14
  - Gehenna: Matteus 5:22,29,30, 10:28, 18:9, 23:15,33. Markus 9:43,45,47, Lukas 12:5, Jakobsbrevet 3:6.

Jehovas vittnen ogillar ordet helvete. De skiljer på Gehenna, Sheol och dödsriket. De betraktar inte Gehenna som en evig brinnande pina, utan som en symbolisk plats som representerar evig förintelse.
Gehenna kommer av det hebreiska Gai Hinnom (Hinnomsdalen), en plats som ligger i Jerusalem där man offrade barn i eldar till Molok (2 Krö. 28:3, 33:6; Jer. 7:31, 19:2-6). För att dränka skriken spelades högljutt på trummor. En annan sägen säger att Gehenna var en stor brinnande soptipp, i eller i närheten av Jerusalem och där det även luktade svavel på grund av tillsatt kalk.

### Jesu lära

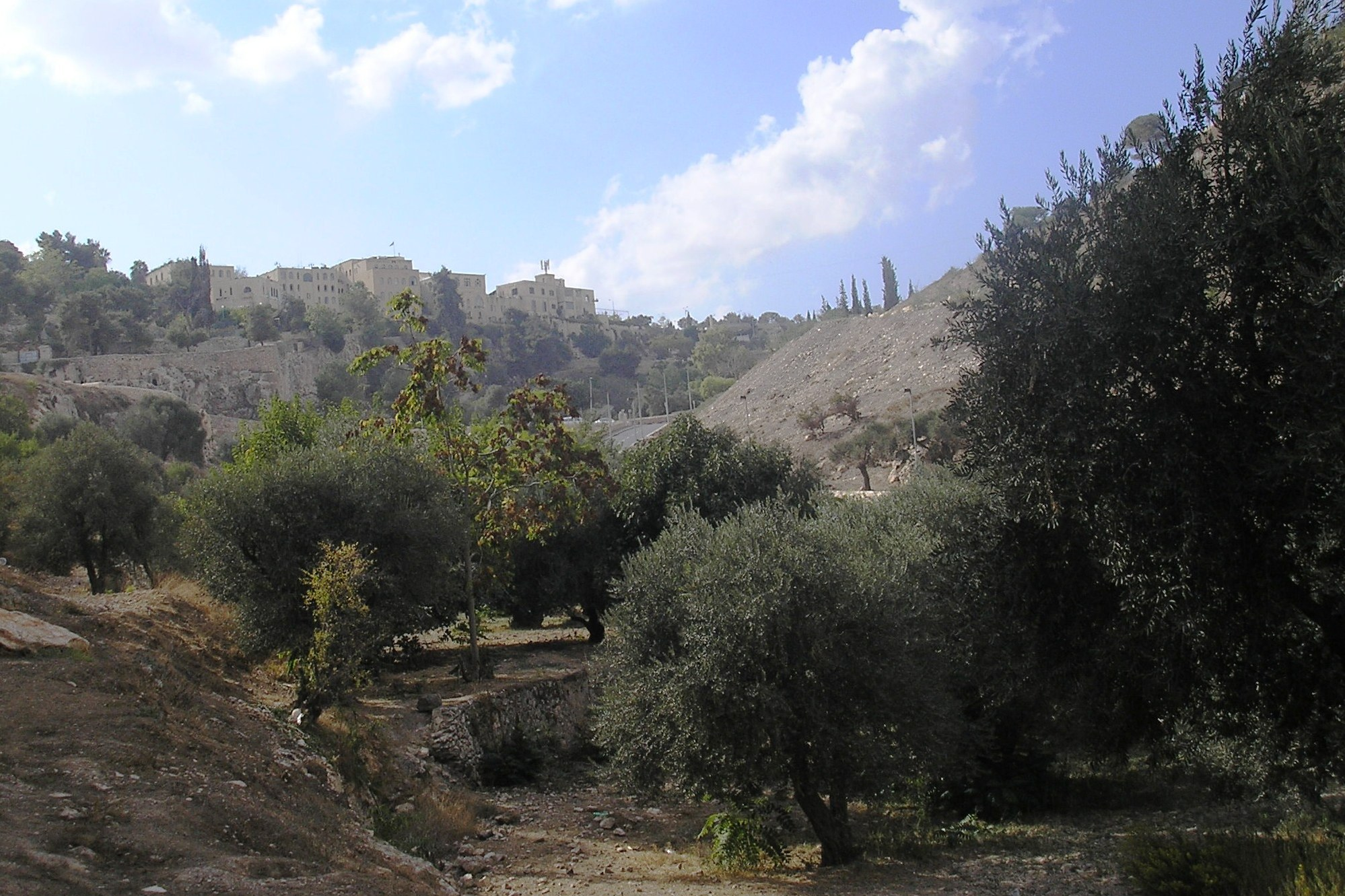
Gehenna vid Jerusalem, 2007.

Jesus delade profeternas betoning av rättvisa och de rikas skyldigheter att hjälpa de fattiga. Plågoandarna och de ondskefulla skulle också dömas, men till en helt annan tillvaro. Med hjälp av Uppenbarelseboken broderas temat ut till att alla folk och stammar ska samlas inför Jesus, domaren, och få evigt straff eller belöning för sina gärningar.
Enligt många kristna avgörs domen av om den enskilde tar emot eller avvisar Guds och Jesus budskap och erbjudande om att leva i gemenskap med Gud. Det är också viktigt hur man tillämpat Jesus kärleksbud och hur man i konsekvens med detta har bemött medmänniskorna, de fattiga, förföljda, hemlösa och sjuka, samt om man har förlåtit sin nästa hans skulder och fel. Helvetet liknades vid Gehenna, som är lånat från hebreiskan och har bildats av namnet på en stekhet dalgång söder om det äldsta Jerusalem. Där hade Jerusalemborna enligt sägnen kastat sina sopor i en evigt brinnande eld. De onda skulle enligt evangeliernas uttolkare förpassas till en ond plats, drabbas av ett slags bannlysning ut i mörkret. Jesus talade om eviga straff och om helvetet (se exempelvis Mark 9:43-48, Matt 13:42, Matt 25:41,46). 

### Teologiska reflektioner
Den kristna kyrkan har i sina funderingar över detta förklarat att eftersom människan är skapad till Guds avbild kan hon inte bara försvinna; hon finns för evigt. Salomo talar om att människan har evigheten i sitt hjärta.  Men att leva är att vara tillsammans med Gud, och den som förkastar Gud (det vill säga vägrar att förlåta, försona sig eller bry sig om andra) lämnas ifred av Gud, som inte tvingar sig på henne i detta fall. Människan är fri att välja en icke-tillvaro av mörker och bitterhet. Detta är den mera genomtänkta föreställningen av helvetet. Den bekräftas av Johannesevangeliet, enligt vilket domen sker i den troendes jordiska liv, i och med valet att tro – genom detta val har hon ”gått över från döden till livet.” 
200-talsteologen Origenes liknade helvetet vid ett själstillstånd. Han hävdade "alltings återställelse".
Att komma till Guds rike utan att förstå det, att vistas i ljuset och glädjen men bara se mörker och bitterhet, är också bahá'í-trons tolkning av helvetet.

### Skärselden och medeltiden
Samtidigt har naturligtvis också Nya testamentets livliga framställningar av den yttersta domen tagits bokstavligen på orden. Under senantiken och medeltiden utvecklades, i synnerhet under skuggan av Augustinus predestinationslära, en mycket detaljerad helveteslära. I samband med kartläggandet av människans synd och de band den binder människan med uppstod också tanken på ett slags mellantillvaro, där de dödas själar långsamt renas och löses från det ondas grepp. Denna ”ort” kallades skärselden (från gammalsvenskans skära, 'rena'). Skärselden placeras som del av de sju helvetena med det värsta underst; på den andra ytterligheten fanns sju olika himlar.
Enligt hela den förreformatoriska kyrkans lära är de döda aktiva ”på den andra sidan” och kan, när de väl trätt in i Guds tillvaro, be för dem som lever på jorden. På samma vis kan de som lever nu be för dem som håller på att renas i skärselden. Mot slutet av medeltiden, när både kyrka och samhälle hade försjunkit i andlig dekadens, utnyttjades denna föreställning till att öka kyrkans intäkter genom avlater, ett invecklat system som gick ut på att ett visst antal böner (med en viss effekt på andra sidan) kunde ersättas av en viss summa pengar som gick till något gott ändamål, till exempel resandet av en kyrka. Martin Luther hade som ung präst i östra Tyskland just lyckats övertyga sin församling om det meningslösa i att synda, betala och sedan synda igen när avlatsmäklare anlände från Rom för att skaffa pengar till den planerade Peterskyrkan. Hans vrede över sabotaget av det pastorala arbetet bidrog till att utlösa reformationen. 
Helvetet, straffen, djävlarna och den yttersta domen har inspirerat oräkneliga konstverk och dikter i den västerländska kulturen. En av de mest utförliga och berömda skildringarna av ett besök i helvetet är Dantes Divina Commedia med dess inferno och nivåer som inspirerats av den senantika traditionen och möjligen inspirerats av Muhammeds färd genom himlar och helveten. Den yttersta domen finns avbildad på mängder av altarskåp och målningar i kyrkor över hela Sverige, och vanligen ser man de dömda eller frikända gå till vänster och höger, de ena för att släpas bort av djävlar, de andra för att tas emot av änglar. Denna föreställning om tillvaron bortom döden har präglat västerlandet ända fram till moderna tider och har lämnat spår som ännu är märkbara, inte minst i reaktionen mot den. 

### Reformationen till vår tid
De protestantiska kyrkorna har till följd av denna historia överlag ifrågasatt skärseldens existens. I senare tider har man också frågat sig vad helvetet kan spela för roll i evigheten om Gud verkligen vill allas frälsning. Vanligtvis har man som svar hänvisat till människans okränkbara frihet att vägra att bli frälst och tanken att Jesus i all evighet väntar vid helvetets port på dem som åkallar honom. 

## I andra religioner
Föreställningen om helvetet är inte unik för kristendomen. I andra trossystem har helvetesläran varit mer utvecklad. Koranen har utförliga beskrivningar på straffet som väntar de så kallade "orättfärdiga" och överträffar i detta fall den så kallade ”helvetesläran” (uttryck myntat av Ingemar Hedenius) i Nya testamentet. 
I gammaltestamentliga tider uppfattades döden som slutet på all verklig existens. Människans överlevnad i en annan tillvaro efter döden uppstod närmast genom ett fördjupande av tron på att Israels Gud är livets källa, varför den som befinner sig i intensiv gemenskap med honom inte kan dö. Föreställningen om ”himlen” – med vilket avsågs Guds närvaro – föregick alltså föreställningen om en ort där döda straffas för sina gärningar efter döden. Denna tanke uppstod i samband med profeternas starka fördömande av social orättvisa och vishetslitteraturens grubblande över varför det finns orättfärdiga som lever och dör i frid medan rättfärdiga plågas och förföljs. Svaret kunde hämtas från iranska och indiska trosföreställningar; de gärningar man begår följer en och ska bedömas av Gud eller närma sig Världssjälen eller komma närmare Nirvana på kort eller mycket lång sikt.

### Andra antika religioner
I äldre mesopotamisk tro beskrevs helvetet som "landet utan återvändo". I den dåtida judendomen och inom den grekiska mytologin var Sheol respektive Hades föreställningar om underjorden med mycket vaga konturer.
Det forntida Egypten hade en omfattande och mer konkret litteratur omkring underjorden. Även den senare orficismen presenterade via utsagor om dödsplatser och dödsrikets mångskiftande straff.

### I fornsvensk tro
I fornsvensk tro är helvetet dödsriket Nifelheim eller Hel. Ordet helvete i svenskan syftar egentligen på helvetesstraff ("Hels vite") och är ett tidigt inlån i svenskan från ett annat germanskt språk.

### I islam
Inom islam beskrivs Muhammeds färd genom sju himlar och sju helveten. Dessa beskrivningar kan ha inspirerat Dante till liknande texter i hans Den gudomliga komedin.
En viktig fråga inom den muslimska uppfattningen av helvetet är om människan och hennes frälsning är förutbestämd. Att Gud redan har bestämt individers öde antyds i flera suror, bland annat i sura 7, vers 172, där Gud talar med Adam och gör klart vilka av hans ättlingar som kommer till himlen och vilka som kommer till helvetet. I sura 7, vers 178 har påpekats att flera djinner och män är skapade för helvetet. Andra suror talar dock om aktivt ingripande mot ondskan, såsom sura 18, vers 79-82, och antyder på så sätt agerandet mot ondska som ett val för den enskilde.

### Sydasiatiska religioner
I den indiska kultursfären finns komplicerade och väl utvecklade föreställningar om helvetet. I buddhistisk kosmologi kallas helvetet Naraka, som sägs ha flera nivåer (upp till 144 stycken) och anses vara den värsta kategorin av världar att återfödas till. Straffen, ofta med koppling till olika bakomliggande brott, kan jämföras med de helvetiska straffen i Hieronymus Boschs olika målningar.

## Helvetet i språket
Helvetet som beteckning på svåra, "stygga", platser förekommer såväl i ortnamn som i litteraturen. Några svenska exempel: "Kusbölehelvetet" är en djup sprickdal i Jämtland. "Helvetesgapet" är en farlig ravin i barnboken/romanen Ronja rövardotter.
Helvetet förekommer även i svordomar såsom i den svenska besvärjelsen "Far åt helvete!".